# 섬유띠
섬유띠(lemniscus, 그리스어로 리본이나 띠를 의미하는 단어) 또는 섬유대(纖維帶)는 뇌줄기에 있는 이차 감각신경섬유 다발이다. 안쪽섬유띠와 가쪽섬유띠는 사이뇌의 특정 신경핵에서 끝난다. 삼차섬유띠는 삼차신경의 척수핵과 으뜸핵에서 나온 신경섬유가 시상으로 상행하는 섬유 다발로, 안쪽섬유띠의 일부로 기술하기도 한다.
척수시상로를 구성하는 신경섬유 다발 중 하나인 가쪽척수시상로(lateral spinothalamic tract)를 척수섬유띠(spinal lemniscus)라고 하기도 한다.